# Zorzines microdonta
Zorzines microdonta är en fjärilsart som beskrevs av Inoue 1989. Zorzines microdonta ingår i släktet Zorzines och familjen nattflyn. Inga underarter finns listade i Catalogue of Life.